# Oldehove

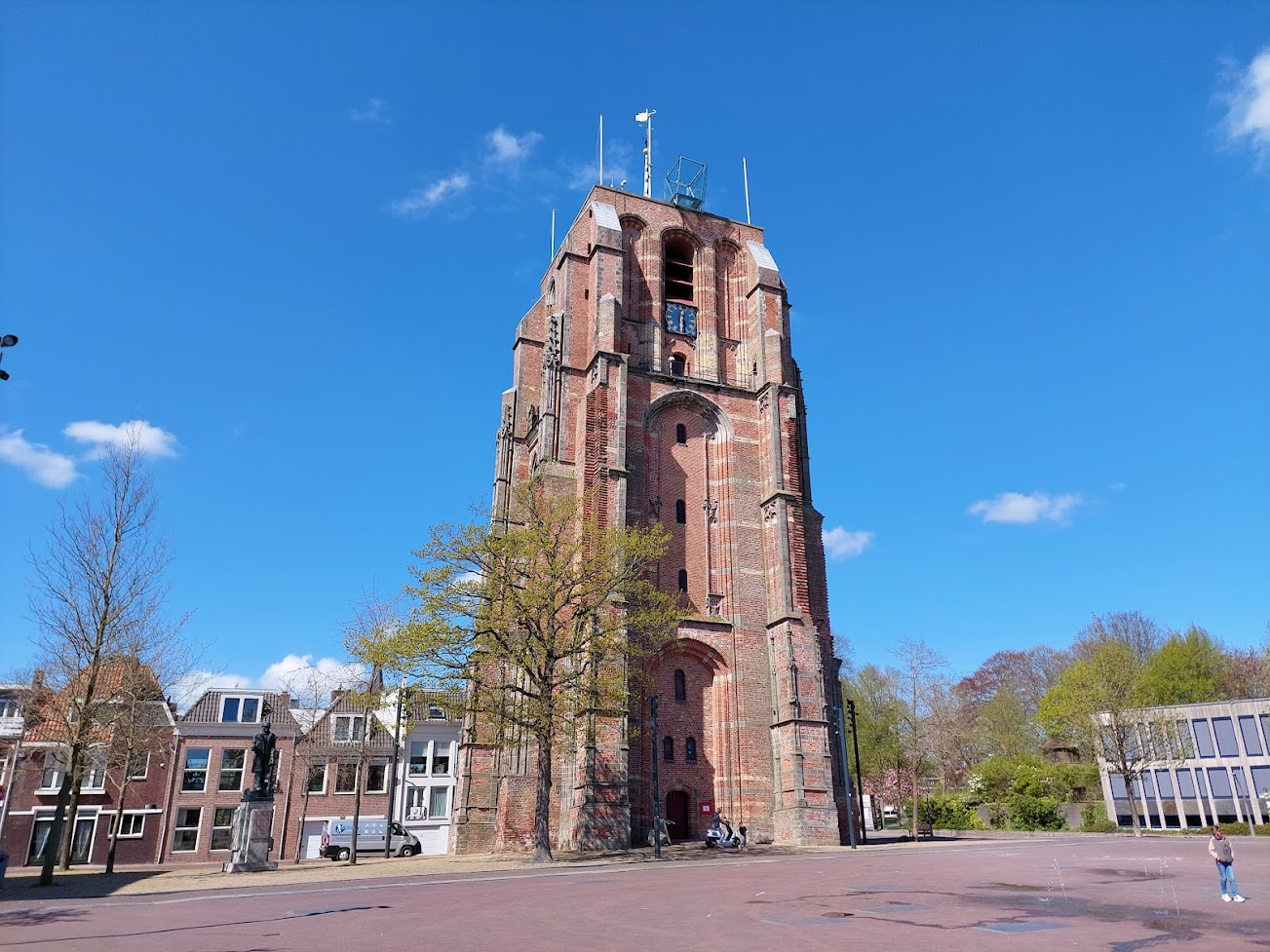
Oldehove (2022)

De Oldehove (westfriesisch Aldehou) ist ein unvollendeter Kirchturm am Rande des Stadtzentrums von Leeuwarden. Er neigt sich kontinuierlich ähnlich wie der schiefe Turm von Pisa.
An der Stelle des Oldehove befand sich eine Warft, auf der im späten 9. Jahrhundert eine dem Heiligen Veit geweihte Tuffsteinkirche errichtet wurde. Diese wurde jedoch im 13. Jahrhundert durch eine größere Kirche ersetzt.
Die Arbeiten an dem angrenzenden spätgotischen Turm begannen 1529, nachdem die Bewohner von Leeuwarden eine größere Kirche als die in Groningen gefordert hatten. Nach dem Tod des Baumeisters Jacob van Aken gingen die Arbeiten unter Cornelis Frederiksz weiter.
Während der Bauarbeiten begann der Turm abzusacken. Die Bauherren versuchten dies durch Einsetzen von Hilfsbalken zu kompensieren. Doch schließlich wurden die Arbeiten 1532 eingestellt. In den Jahren 1595–1596 wurde die baufällige Kirche abgerissen. Nur der unvollendete Turm wurde stehen gelassen. Der Turm besteht größtenteils aus einfachen Backsteinen und zum kleineren Teil aus Bentheimer Sandsteinen, er hat zwei Glocken und eine Uhr. Im Sommer ist es möglich, den Turm zu besteigen.